# FIA-Formel-2-Rennwochenende in Spanien 2024
Das FIA-Formel-2-Rennwochenende in Spanien 2024 war der sechste Lauf der FIA-Formel-2-Meisterschaft 2024 und fand vom 21. bis 23. Juni auf dem Circuit de Barcelona-Catalunya in Montmeló statt.

## Meldeliste
Alle Teams und Fahrer verwendeten das Dallara-Chassis F2 2024, 3,4-Liter-V634-Turbomotoren von Renault-Mecachrome und Reifen von Pirelli.
| Team                  | Nr. | Fahrer                | Chassis         | Motor             | Reifen |
| --------------------- | --- | --------------------- | --------------- | ----------------- | ------ |
| ART Grand Prix        | 01  | Victor Martins        | Dallara F2 2024 | Mecachrome 3.4 V6 | P      |
| ART Grand Prix        | 02  | Zak O’Sullivan        | Dallara F2 2024 | Mecachrome 3.4 V6 | P      |
| Prema Racing          | 03  | Oliver Bearman        | Dallara F2 2024 | Mecachrome 3.4 V6 | P      |
| Prema Racing          | 04  | Andrea Kimi Antonelli | Dallara F2 2024 | Mecachrome 3.4 V6 | P      |
| Rodin Motorsport      | 05  | Zane Maloney          | Dallara F2 2024 | Mecachrome 3.4 V6 | P      |
| Rodin Motorsport      | 06  | Ritomo Miyata         | Dallara F2 2024 | Mecachrome 3.4 V6 | P      |
| DAMS Lucas Oil        | 07  | Jak Crawford          | Dallara F2 2024 | Mecachrome 3.4 V6 | P      |
| DAMS Lucas Oil        | 08  | Juan Manuel Correa    | Dallara F2 2024 | Mecachrome 3.4 V6 | P      |
| Invicta Racing        | 09  | Kush Maini            | Dallara F2 2024 | Mecachrome 3.4 V6 | P      |
| Invicta Racing        | 10  | Gabriel Bortoleto     | Dallara F2 2024 | Mecachrome 3.4 V6 | P      |
| MP Motorsport         | 11  | Dennis Hauger         | Dallara F2 2024 | Mecachrome 3.4 V6 | P      |
| MP Motorsport         | 12  | Franco Colapinto      | Dallara F2 2024 | Mecachrome 3.4 V6 | P      |
| Van Amersfoort Racing | 14  | Enzo Fittipaldi       | Dallara F2 2024 | Mecachrome 3.4 V6 | P      |
| Van Amersfoort Racing | 15  | Rafael Villagómez     | Dallara F2 2024 | Mecachrome 3.4 V6 | P      |
| Hitech Pulse-Eight    | 16  | Amaury Cordeel        | Dallara F2 2024 | Mecachrome 3.4 V6 | P      |
| Hitech Pulse-Eight    | 17  | Paul Aron             | Dallara F2 2024 | Mecachrome 3.4 V6 | P      |
| Campos Racing         | 20  | Isack Hadjar          | Dallara F2 2024 | Mecachrome 3.4 V6 | P      |
| Campos Racing         | 21  | Josep Maria Martí     | Dallara F2 2024 | Mecachrome 3.4 V6 | P      |
| Trident               | 22  | Richard Verschoor     | Dallara F2 2024 | Mecachrome 3.4 V6 | P      |
| Trident               | 23  | Roman Staněk          | Dallara F2 2024 | Mecachrome 3.4 V6 | P      |
| AIX Racing            | 24  | Joshua Dürksen        | Dallara F2 2024 | Mecachrome 3.4 V6 | P      |
| AIX Racing            | 25  | Taylor Barnard        | Dallara F2 2024 | Mecachrome 3.4 V6 | P      |

## Klassifikationen

### Qualifying
| Pos.                                                                                     | Fahrer                | Team                  | Zeit     | SPR | HAU |
| ---------------------------------------------------------------------------------------- | --------------------- | --------------------- | -------- | --- | --- |
| 01                                                                                       | Paul Aron             | Hitech Pulse-Eight    | 1:24,766 | 09  | 01  |
| 02                                                                                       | Jak Crawford          | DAMS Lucas Oil        | 1:24,768 | 08  | 02  |
| 03                                                                                       | Franco Colapinto      | MP Motorsport         | 1:24,772 | 07  | 03  |
| 04                                                                                       | Gabriel Bortoleto     | Invicta Racing        | 1:24,821 | 06  | 04  |
| 05                                                                                       | Andrea Kimi Antonelli | Prema Racing          | 1:24,871 | 05  | 05  |
| 06                                                                                       | Ritomo Miyata         | Rodin Motorsport      | 1:24,948 | 04  | 06  |
| 07                                                                                       | Joshua Dürksen        | AIX Racing            | 1:24,988 | 14  | 07  |
| 08                                                                                       | Juan Manuel Correa    | DAMS Lucas Oil        | 1:25,012 | 03  | 08  |
| 09                                                                                       | Victor Martins        | ART Grand Prix        | 1:25,171 | 02  | 09  |
| 10                                                                                       | Kush Maini            | Invicta Racing        | 1:25,199 | 01  | 10  |
| 11                                                                                       | Isack Hadjar          | Campos Racing         | 1:25,205 | 10  | 11  |
| 12                                                                                       | Zak O’Sullivan        | ART Grand Prix        | 1:25,225 | 11  | 12  |
| 13                                                                                       | Dennis Hauger         | MP Motorsport         | 1:25,249 | 12  | 13  |
| 14                                                                                       | Josep Maria Martí     | Campos Racing         | 1:25,285 | 13  | 14  |
| 15                                                                                       | Oliver Bearman        | Prema Racing          | 1:25,321 | 15  | 15  |
| 16                                                                                       | Enzo Fittipaldi       | Van Amersfoort Racing | 1:25,342 | 16  | 16  |
| 17                                                                                       | Zane Maloney          | Rodin Motorsport      | 1:25,344 | 17  | 17  |
| 18                                                                                       | Amaury Cordeel        | Hitech Pulse-Eight    | 1:25,412 | 18  | 18  |
| 19                                                                                       | Richard Verschoor     | Trident               | 1:25,570 | 19  | 19  |
| 20                                                                                       | Rafael Villagómez     | Van Amersfoort Racing | 1:25,785 | 20  | 20  |
| 21                                                                                       | Roman Staněk          | Trident               | 1:26,215 | 21  | 21  |
| 107-Prozent-Zeit: 1:30,699 min (bezogen auf die Pole-Position-Bestzeit von 1:24,766 min) |                       |                       |          |     |     |
| –                                                                                        | Taylor Barnard        | AIX Racing            | 1:43,467 | 22  | 22  |
| Quelle:                                                                                  |                       |                       |          |     |     |

Anmerkungen
1. ↑  Joshua Dürksen erhielt eine Zehn-Plätze-Strafrückversetzung für das Sprintrennen aufgrund des verursachten Unfalles im Monaco-Hauptrennen mit Zane Maloney.
2. ↑  Taylor Barnard scheiterte um 12,768 Sekunden an der Qualifikation zur Rennteilnahme (107-Prozent-Regel) da ein Unfall im Qualifying eine schnellere Rundenzeit verhinderte, erhielt aber von den Rennkommissaren aufgrund von akzeptablen Rundenzeiten im Training dennoch die Starterlaubnis.

### Sprintrennen
| Pos.                                                                          | Fahrer                | Team                  | Runden | Zeit      | Start | Schnellste Runde |
| ----------------------------------------------------------------------------- | --------------------- | --------------------- | ------ | --------- | ----- | ---------------- |
| 01                                                                            | Victor Martins        | ART Grand Prix        | 26     | 39:47,280 | 02    | 1:30,714 (04.)   |
| 02                                                                            | Kush Maini            | Invicta Racing        | 26     | + 4,411   | 01    | 1:30,946 (04.)   |
| 03                                                                            | Paul Aron             | Hitech Pulse-Eight    | 26     | + 8,625   | 09    | 1:30,748 (08.)   |
| 04                                                                            | Jak Crawford          | DAMS Lucas Oil        | 26     | + 9,096   | 08    | 1:31,403 (10.)   |
| 05                                                                            | Gabriel Bortoleto     | Invicta Racing        | 26     | + 10,742  | 06    | 1:31,095 (04.)   |
| 06                                                                            | Isack Hadjar          | Campos Racing         | 26     | + 11,612  | 10    | 1:31,143 (10.)   |
| 07                                                                            | Ritomo Miyata         | Rodin Motorsport      | 26     | + 12,641  | 04    | 1:30,617 (03.)   |
| 08                                                                            | Juan Manuel Correa    | DAMS Lucas Oil        | 26     | + 12,968  | 03    | 1:31.235 (04.)   |
| 09                                                                            | Zak O’Sullivan        | ART Grand Prix        | 26     | + 25,925  | 11    | 1:31,473 (05.)   |
| 10                                                                            | Joshua Dürksen        | AIX Racing            | 26     | + 26,814  | 14    | 1:31,525 (06.)   |
| 11                                                                            | Josep Maria Martí     | Campos Racing         | 26     | + 27,433  | 13    | 1:31,695 (06.)   |
| 12                                                                            | Dennis Hauger         | MP Motorsport         | 26     | + 27,834  | 12    | 1:31,463 (05.)   |
| 13                                                                            | Richard Verschoor     | Trident               | 26     | + 29,362  | 19    | 1:31,803 (05.)   |
| 14                                                                            | Amaury Cordeel        | Hitech Pulse-Eight    | 26     | + 29,819  | 18    | 1:31,905 (12.)   |
| 15                                                                            | Andrea Kimi Antonelli | Prema Racing          | 26     | + 29,995  | 05    | 1:31,272 (08.)   |
| 16                                                                            | Enzo Fittipaldi       | Van Amersfoort Racing | 26     | + 31,765  | 16    | 1:31,696 (15.)   |
| 17                                                                            | Rafael Villagómez     | Van Amersfoort Racing | 26     | + 33,049  | 20    | 1:31,826 (07.)   |
| 18                                                                            | Franco Colapinto      | MP Motorsport         | 26     | + 35,554  | 07    | 1:31,530 (05.)   |
| 19                                                                            | Taylor Barnard        | AIX Racing            | 26     | + 38,349  | 22    | 1:31,980 (05.)   |
| 20                                                                            | Zane Maloney          | Rodin Motorsport      | 26     | + 41,445  | 17    | 1:31,635 (03.)   |
| 21                                                                            | Oliver Bearman        | Prema Racing          | 26     | + 41,456  | 15    | 1:32,100 (05.)   |
| 22                                                                            | Roman Staněk          | Trident               | 26     | + 46,518  | 21    | 1:32,040 (05.)   |
| Schnellste Rennrunde, die für Punkte berechtigt ist: Ritomo Miyata (1:30,617) |                       |                       |        |           |       |                  |
| Quelle:                                                                       |                       |                       |        |           |       |                  |

Anmerkungen
1. ↑  Ritomo Miyata erhielt zwei Fünf-Sekunden-Strafe (Abkürzen), die auf die Endzeit aufaddiert wurde; er verlor fünf Positionen im Endresultat.
2. ↑  Juan Manuel Correa erhielt eine Fünf-Sekunden-Strafe (Abkürzen), die auf die Endzeit aufaddiert wurde; er verlor drei Positionen im Endresultat.
3. ↑  Dennis Hauger erhielt zwei Fünf-Sekunden-Strafen (mehrmaliges Abkürzen), die auf die Endzeit aufaddiert wurde; er verlor drei Positionen im Endresultat.
4. ↑  Andrea Kimi Antonelli erhielt eine Fünf-Sekunden-Strafe (Abkürzen), die auf die Endzeit aufaddiert wurde; er verlor fünf Positionen im Endresultat.
5. ↑  Rafael Villagómez erhielt eine Fünf-Sekunden-Strafe (Abkürzen), die auf die Endzeit aufaddiert wurde; er verlor zwei Positionen im Endresultat.
6. ↑  Franco Colapinto erhielt zwei Fünf-Sekunden-Strafen (mehrmaliges Abkürzen), die auf die Endzeit aufaddiert wurde; er verlor neun Positionen im Endresultat.
7. ↑  Zane Maloney erhielt drei Fünf-Sekunden-Strafen (mehrmaliges Abkürzen), die auf die Endzeit aufaddiert wurde; er verlor elf Positionen im Endresultat.
8. ↑  Roman Staněk erhielt zwei Fünf-Sekunden-Strafen (mehrmaliges Abkürzen), die auf die Endzeit aufaddiert wurde; er verlor drei Positionen im Endresultat.

### Hauptrennen
| Pos.                                                                              | Fahrer                | Team                  | Runden | Zeit       | Start | Schnellste Runde |
| --------------------------------------------------------------------------------- | --------------------- | --------------------- | ------ | ---------- | ----- | ---------------- |
| 01                                                                                | Jak Crawford          | DAMS Lucas Oil        | 37     | 59:46,800  | 02    | 1:29,642 (10.)   |
| 02                                                                                | Franco Colapinto      | MP Motorsport         | 37     | + 1,400    | 03    | 1:30,123 (05.)   |
| 03                                                                                | Juan Manuel Correa    | DAMS Lucas Oil        | 37     | + 5,820    | 08    | 1:29,131 (29.)   |
| 04                                                                                | Paul Aron             | Hitech Pulse-Eight    | 37     | + 11,486   | 01    | 1:29,205 (05.)   |
| 05                                                                                | Isack Hadjar          | Campos Racing         | 37     | + 14,720   | 11    | 1:30,381 (14.)   |
| 06                                                                                | Kush Maini            | Invicta Racing        | 37     | + 19,333   | 10    | 1:29,053 (30.)   |
| 07                                                                                | Zane Maloney          | Rodin Motorsport      | 37     | + 22,692   | 17    | 1:30,097 (11.)   |
| 08                                                                                | Amaury Cordeel        | Hitech Pulse-Eight    | 37     | + 24,442   | 18    | 1:29,671 (31.)   |
| 09                                                                                | Josep Maria Martí     | Campos Racing         | 37     | + 24,919   | 14    | 1:28,706 (30.)   |
| 10                                                                                | Gabriel Bortoleto     | Invicta Racing        | 37     | + 25,400   | 04    | 1:30,291 (15.)   |
| 11                                                                                | Enzo Fittipaldi       | Van Amersfoort Racing | 37     | + 29,155   | 16    | 1:30,027 (11.)   |
| 12                                                                                | Andrea Kimi Antonelli | Prema Racing          | 37     | + 35,513   | 05    | 1:27,918 (31.)   |
| 13                                                                                | Ritomo Miyata         | Rodin Motorsport      | 37     | + 35,955   | 06    | 1:30,701 (11.)   |
| 14                                                                                | Oliver Bearman        | Prema Racing          | 37     | + 37,470   | 15    | 1:31,304 (15.)   |
| 15                                                                                | Zak O’Sullivan        | ART Grand Prix        | 37     | + 45,073   | 12    | 1:29,946 (10.)   |
| 16                                                                                | Rafael Villagómez     | Van Amersfoort Racing | 37     | + 47,273   | 20    | 1:30,753 (15.)   |
| 17                                                                                | Roman Staněk          | Trident               | 37     | + 1:03,092 | 21    | 1:29,227 (32.)   |
| 18                                                                                | Richard Verschoor     | Trident               | 35     | DNF        | 19    | 1:29,842 (24.)   |
| –                                                                                 | Joshua Dürksen        | AIX Racing            | 16     | DNF        | 07    | 1:30,688 (16.)   |
| –                                                                                 | Taylor Barnard        | AIX Racing            | 11     | DNF        | 22    | 1:31,448 (06.)   |
| –                                                                                 | Victor Martins        | ART Grand Prix        | 0      | DNF        | 09    | keine Zeit       |
| –                                                                                 | Dennis Hauger         | MP Motorsport         | 0      | DNF        | 13    | keine Zeit       |
| Schnellste Rennrunde, die für Punkte berechtigt ist: Josep Maria Martí (1:28,706) |                       |                       |        |            |       |                  |
| Quelle:                                                                           |                       |                       |        |            |       |                  |

Anmerkungen
1. ↑  Gabriel Bortoleto erhielt eine Fünf-Sekunden-Strafe (Verursachung eines Unfalles), die auf die Endzeit aufaddiert wurde; er verlor drei Positionen im Endresultat.
2. ↑  Enzo Fittipaldi erhielt eine Fünf-Sekunden-Strafe (Abkürzen), die auf die Endzeit aufaddiert wurde; er verlor zwei Positionen im Endresultat.
3. ↑  Zak O’Sullivan erhielt zwei Fünf-Sekunden-Strafen (mehrmaliges Abkürzen), die auf die Endzeit aufaddiert wurde; er verlor drei Positionen im Endresultat.

## Meisterschafts-Stände nach dem Rennwochenende
Beim Hauptrennen (HAU) bekamen die ersten Zehn des Rennens 25, 18, 15, 12, 10, 8, 6, 4, 2 bzw. 1 Punkt(e). Beim Sprintrennen (SPR) erhielten die ersten Acht des Rennens 10, 8, 6, 5, 4, 3, 2 bzw. 1 Punkt(e). Die zusätzlichen zwei Punkte für die Pole-Position im Hauptrennen gingen an Paul Aron, der Extrapunkt für die schnellste Rennrunde wurde an Josep Maria Martí (HAU) sowie Ritomo Miyata (SPR) vergeben.

### Fahrerwertung
| Pos. | Fahrer                | Team                  | Punkte |
| ---- | --------------------- | --------------------- | ------ |
| 01   | Paul Aron             | Hitech Pulse-Eight    | 100    |
| 02   | Isack Hadjar          | Campos Racing         | 91     |
| 03   | Zane Maloney          | Rodin Motorsport      | 75     |
| 04   | Jak Crawford          | DAMS Lucas Oil        | 62     |
| 05   | Dennis Hauger         | MP Motorsport         | 56     |
| 06   | Franco Colapinto      | MP Motorsport         | 56     |
| 07   | Gabriel Bortoleto     | Invicta Racing        | 55     |
| 08   | Kush Maini            | Invicta Racing        | 50     |
| 09   | Andrea Kimi Antonelli | Prema Racing          | 48     |
| 10   | Zak O’Sullivan        | ART Grand Prix        | 40     |
| 11   | Enzo Fittipaldi       | Van Amersfoort Racing | 32     |

| Pos. | Fahrer             | Team                  | Punkte |
| ---- | ------------------ | --------------------- | ------ |
| 12   | Juan Manuel Correa | DAMS Lucas Oil        | 30     |
| 13   | Josep Maria Martí  | Campos Racing         | 29     |
| 14   | Victor Martins     | ART Grand Prix        | 21     |
| 15   | Amaury Cordeel     | Hitech Pulse-Eight    | 19     |
| 16   | Ritomo Miyata      | Rodin Motorsport      | 19     |
| 17   | Oliver Bearman     | Prema Racing          | 18     |
| 18   | Richard Verschoor  | Trident               | 17     |
| 19   | Joshua Dürksen     | AIX Racing            | 15     |
| 20   | Roman Staněk       | Trident               | 13     |
| 21   | Taylor Barnard     | AIX Racing            | 10     |
| 22   | Rafael Villagómez  | Van Amersfoort Racing | 8      |

### Teamwertung
| Pos. | Konstrukteur       | Punkte |
| ---- | ------------------ | ------ |
| 01   | Campos Racing      | 120    |
| 02   | Hitech Pulse-Eight | 119    |
| 03   | MP Motorsport      | 112    |
| 04   | Invicta Racing     | 105    |
| 05   | Rodin Motorsport   | 94     |
| 06   | DAMS Lucas Oil     | 92     |

| Pos. | Konstrukteur          | Punkte |
| ---- | --------------------- | ------ |
| 07   | Prema Racing          | 66     |
| 08   | ART Grand Prix        | 61     |
| 09   | Van Amersfoort Racing | 40     |
| 10   | Trident               | 30     |
| 11   | AIX Racing            | 25     |